# Kroktjärnarna (Undersåkers socken, Jämtland, 699945-134923)
Kroktjärnarna är en sjö i Åre kommun i Jämtland och ingår i Indalsälvens huvudavrinningsområde. Sjön har en area på 0,146 kvadratkilometer och ligger 834,4 meter över havet. Kroktjärnarna ligger i Vålådalen Natura 2000-område. Sjön avvattnas av vattendraget Kroktjärnbäcken.

## Delavrinningsområde
Kroktjärnarna ingår i det delavrinningsområde (699976-134840) som SMHI kallar för Utloppet av Kroktjärnarna. Medelhöjden är 917 meter över havet och ytan är 1,59 kvadratkilometer. Det finns ett avrinningsområde uppströms, och räknas det in blir den ackumulerade arean 8,65 kvadratkilometer. Kroktjärnbäcken som avvattnar avrinningsområdet har biflödesordning 3, vilket innebär att vattnet flödar genom totalt 3 vattendrag innan det når havet efter 342 kilometer. Avrinningsområdet består mestadels av skog (35 procent) och kalfjäll (56 procent). Avrinningsområdet har 0,15 kvadratkilometer vattenytor vilket ger det en sjöprocent på 9,2 procent.